# 大相撲平成29年3月場所
大相撲平成29年3月場所(おおずもうへいせい29ねん3がつばしょ)は、2017年3月12日から3月26日までエディオンアリーナ大阪（大阪府立体育会館）で開催された大相撲本場所。
幕内最高優勝は、横綱・稀勢の里寛（13勝2敗・2場所連続2回目）

## 場所前の話題など
- 番付発表は2017年（平成29年）2月27日。
- 先場所初優勝した稀勢の里が、日本出身力士として19年ぶりの新横綱となり、その取組が注目された。
- 17年ぶりの4人横綱の場所となり、その取組が注目された。
- 先場所5勝10敗の成績により大関から関脇に陥落となった琴奨菊が、10勝すれば大関復帰となるため、その取組が注目された。

## 番付・星取表
| 東       | 東         | 東     | 番付   | 西       | 西         | 西       |
| 四股名   | 成績       | 結果   | 番付   | 四股名   | 成績       | 結果     |
| -------- | ---------- | ------ | ------ | -------- | ---------- | -------- |
| 白鵬     | 2勝3敗10休 |        | 横綱   | 鶴竜     | 10勝5敗    |          |
| 日馬富士 | 10勝5敗    |        | 横綱   | 稀勢の里 | 13勝2敗    | 優勝     |
| 豪栄道   | 1勝5敗9休  |        | 大関   | 照ノ富士 | 13勝2敗    | 優勝同点 |
| 玉鷲     | 8勝7敗     |        | 関脇   | 髙安     | 12勝3敗    | 殊勲賞   |
| 琴奨菊   | 9勝6敗     |        | 関脇   |          |            |          |
| 御嶽海   | 9勝6敗     |        | 小結   | 正代     | 4勝11敗    |          |
| 豪風     | 5勝10敗    |        | 前頭1  | 勢       | 5勝10敗    |          |
| 蒼国来   | 4勝11敗    |        | 前頭2  | 貴ノ岩   | 6勝9敗     |          |
| 松鳳山   | 5勝10敗    |        | 前頭3  | 宝富士   | 7勝8敗     |          |
| 嘉風     | 8勝7敗     |        | 前頭4  | 荒鷲     | 3勝10敗2休 |          |
| 遠藤     | 8勝7敗     |        | 前頭5  | 北勝富士 | 7勝8敗     |          |
| 千代の国 | 9勝6敗     |        | 前頭6  | 碧山     | 8勝7敗     |          |
| 逸ノ城   | 6勝9敗     |        | 前頭7  | 千代翔馬 | 9勝6敗     |          |
| 魁聖     | 3勝7敗5休  |        | 前頭8  | 隠岐の海 | 10勝5敗    |          |
| 輝       | 7勝8敗     |        | 前頭9  | 琴勇輝   | 5勝10敗    |          |
| 栃ノ心   | 7勝8敗     |        | 前頭10 | 栃煌山   | 10勝5敗    |          |
| 大栄翔   | 11勝4敗    |        | 前頭11 | 石浦     | 7勝8敗     |          |
| 佐田の海 | 4勝11敗    |        | 前頭12 | 宇良     | 8勝7敗     |          |
| 貴景勝   | 11勝4敗    | 敢闘賞 | 前頭13 | 大翔丸   | 7勝8敗     |          |
| 妙義龍   | 6勝9敗     |        | 前頭14 | 旭秀鵬   | 5勝10敗    |          |
| 千代皇   | 3勝8敗4休  |        | 前頭15 | 德勝龍   | 8勝7敗     |          |
| 錦木     | 5勝10敗    |        | 前頭16 |          |            |          |

## 優勝争い
昨年5月場所以来5場所ぶり38回目の優勝を狙う横綱白鵬は場所前右足裏の皮をむいた影響からか不調で、初日に正代に叩き込みで敗れ早々に黒星。その後は2日目・3日目と連勝はしたが、4日目に勢に微妙な相撲で敗れ、序盤で早くも2敗に。そして「右母趾捻挫と右大腿筋群損傷で今場所の休場と3週間の加療を要する」との診断書を協会に提出し、翌5日目から休場となった。また、今場所から17年ぶりの4横綱となったが、その一角が5日目にして崩れることとなった。ご当所の大関豪栄道は、初日の勢戦は勝利したものの、その後は2日目から4連敗と絶不調で、「右足関節外側靱帯損傷で約5週間の加療を要する」との診断書を協会に提出し、6日目から休場となった。横綱日馬富士は、初日と3日目に敗れ、早くも序盤で2敗となっており、こちらも休場が危惧されていたが、4日目からは5連勝、4連勝をそれぞれ1回ずつするなど盛り返し、10勝に終わった。優勝争いには絡めなかったが、この場所優勝した稀勢の里、終盤まで優勝争いに絡んだ髙安を破るなど意地を見せた。横綱鶴竜は9日目まで2敗で優勝争いに絡んでいたが、終盤に大失速してしまい、13日目で5敗に。しかし14日目・千秋楽と連勝し、辛うじて10勝と二桁勝利を挙げた。ただ、鶴竜も11日目までここまで全勝の高安を破るなどこちらも意地を見せた。今場所10番勝てば大関復帰となる関脇琴奨菊は、初日に日馬富士・4日目に鶴竜と、序盤で2横綱を破り、中日まで6勝2敗と好調だったが、終盤になって疲労からか失速してしまい、そして14日目に大関照ノ富士の注文相撲に敗れ6敗に。この時点で大関復帰となる10番に届かない事が確定し、場所後の大関復帰はならなかった。
注目の新横綱・稀勢の里は初日から落ち着いた相撲を見せ、連勝を続ける。先場所小結で11番勝って、今場所は大関昇進の足固めとしたい稀勢の里の弟弟子の関脇髙安も初日から連勝を続けた。角番の大関照ノ富士も6日目に高安に敗れたのみで久しぶりに好調で、10日目を終わって全勝で稀勢の里・高安、1敗で照ノ富士と平幕の栃煌山が追うという展開だった。翌11日目は、稀勢の里は嘉風を破り全勝を守ったものの、高安が鶴竜との熱戦の末上手出し投げで敗れ遂に1敗に。他の1敗の照ノ富士・栃煌山はそれぞれ勝って、11日目を終って稀勢の里が単独トップに立ち、1敗で照ノ富士・高安・栃煌山が追うという展開に変わった。翌12日目は全勝の稀勢の里と1敗の照ノ富士は勝ったものの、1敗の栃煌山が妙義龍にいい所なく敗れ2敗に後退。また高安も日馬富士の小股掬いに敗れ2敗に後退した。この時点で全勝の稀勢の里を1敗で照ノ富士が追うという展開に変わり、稀勢の里と照ノ富士の一騎打ちの様相がかなり強くなった。ところが翌13日目、事態が急変する。1敗の照ノ富士は鶴竜との熱戦の末寄り切りで勝利したが、全勝の稀勢の里は日馬富士の一気の寄り倒しで敗れ遂に1敗に。更にこの相撲で稀勢の里は左腕を痛め、あまりの激痛で土俵下で立ち上がれないほどだった。
稀勢の里は途中休場が危惧されたが、痛みを押して14日目以降も強行出場することとなった。14日目以降の横綱土俵入り及び仕切りで稀勢の里は左腕の痛みからか柏手の音を鳴らすことができなかった。この日は照ノ富士は琴奨菊を注文相撲で破り1敗を守ったが、稀勢の里は鶴竜相手に全く相撲にならず2敗に後退。また、この日初めて照ノ富士が単独トップに立った。翌千秋楽。1敗の照ノ富士と2敗の稀勢の里の直接対決となったが、下馬評では照ノ富士が断然有利で、稀勢の里は本割・優勝決定戦と2番勝つのは難しいという状況だった。ところがいざ対決してみると、立合いで左に動いた稀勢の里が終始攻めを続け、右からの突き落としで1敗の照ノ富士を破った。照ノ富士は2敗に後退し、13勝2敗で稀勢の里・照ノ富士の優勝決定戦となった。そして優勝決定戦。稀勢の里が右からの小手投げで照ノ富士を再び破り、稀勢の里の逆転優勝が決まった。この瞬間、会場の大阪府立体育会館は大歓声に包まれた。新横綱の優勝は1995年1月場所の貴乃花以来実に22年ぶり、戦後5人目の快挙であった。
三賞は、殊勲賞は大関・豪栄道と千秋楽まで優勝を争った大関・照ノ富士の2大関を破った高安が3回目の受賞、敢闘賞は入幕2場所目で11番を挙げた貴景勝が初めて受賞した。技能賞は該当者がいなかった

## 各段優勝 ・三賞
| タイトル     | タイトル     | 四股名     | 地位           | 成績       | 部屋         | 出身               | 回数・備考                                   |
| ------------ | ------------ | ---------- | -------------- | ---------- | ------------ | ------------------ | -------------------------------------------- |
| 幕内最高優勝 | 幕内最高優勝 | 稀勢の里寛 | 西横綱2        | 13勝2敗    | 田子ノ浦部屋 | 茨城県牛久市       | 照ノ富士との優勝決定戦に勝利、2場所連続2回目 |
| 三賞         | 殊勲賞       | 髙安晃     | 西関脇         | 12勝3敗    | 田子ノ浦部屋 | 茨城県土浦市       | 3回目                                        |
| 三賞         | 敢闘賞       | 貴景勝光信 | 東前頭13枚目   | 11勝4敗    | 貴乃花部屋   | 兵庫県芦屋市       | 初受賞                                       |
| 三賞         | 技能賞       | 該当者なし | 該当者なし     | 該当者なし | 該当者なし   | 該当者なし         | 該当者なし                                   |
| 十両優勝     | 十両優勝     | 豊響隆太   | 西十両3枚目    | 10勝5敗    | 境川部屋     | 山口県下関市       | 朝乃山、大砂嵐との優勝決定巴戦に勝利、3回目  |
| 幕下優勝     | 幕下優勝     | 阿炎政虎   | 東幕下16枚目   | 7戦全勝    | 錣山部屋     | 埼玉県越谷市       |                                              |
| 三段目優勝   | 三段目優勝   | 玉金剛拓磨 | 西三段目35枚目 | 7戦全勝    | 片男波部屋   | 茨城県笠間市       |                                              |
| 序二段優勝   | 序二段優勝   | 若山聡     | 東序二段32枚目 | 7戦全勝    | 阿武松部屋   | 千葉県勝浦市       | 常川との優勝決定戦に勝利                     |
| 序ノ口優勝   | 序ノ口優勝   | 一山本大生 | 東序ノ口15枚目 | 7戦全勝    | 二所ノ関部屋 | 北海道岩内郡岩内町 |                                              |